# لندينيوم

المخطط العام للندن الرومانية في أواخر العصور القديمة، مع الضفاف الحديثة لنهر التايمز وطرق مُكتشفة مرسومة على شكل خط مزدوج; طرق تخمينية، مرسومة كخط فردي.

لوندينيوم (باللاتينية: Londinium) هي مدينة تأسست في الموقع الحالي لحي السيتي حوالي عام 43 بعد الميلاد. جسورها على نهر التايمز حوَّلت المدينة إلى حلقة وصل وميناء كبير، كانت المدينة بمثابة مركز تجاري كبير في بريطانيا الرومانية حتى تم التخلي عنها خلال القرن الخامس.
بعد تأسيسها في منتصف القرن الأول، شغلت لندينيوم مساحة صغيرة نسبيًا حوالي 1.4 كيلومتر مربع، بالكاد تقارب مساحة هايد بارك اليوم، ولها موقع عسكري حصين على أحد تلالها.أجبر تمرد إكيني بقيادة بوديكا في عام 60 و61 الحامية أن يتخلوا عن المستعمرة، التي تم تدميرها فيما بعد. عقب الهزيمة في معركة ووتلينج سرتيت، تم إعادة بنائها كمدينة رومانية واستُردت في غضون عقد من الزمان تقريبا.
أثناء العقود الأخيرة من القرن الأول، توسعت لندينيوم سريعًا حتى أصبحت أكبر مدينة في بريطانيا العظمى. بحلول مطلع القرن أصبح عدد السكان حوالي 60.000 شخص، على الأرجح استبدلت مدينة كاميولودينم (كولشيستر) كعاصمة المقاطعة وبحلول القرن الثاني، كانت لندينيوم في أوجها. وكان منتداها وكاتدرائيتها من أكبر المباني في شمال الألب، عندما زار هادريان لندينيوم عام 122. وقد أظهرت الحفريات أدلة على نشوب حريق كبير دمر معظم المدينة بعد ذلك بوقت قصير، ولكن تم بناء المدينة مرة أخرى. وبحلول النصف الثاني من القرن الثاني، يبدو أن لندينيوم تقلص في كلا المساحة وعدد السكان.
على الرغم من بقاء لندينيوم هامة فيما تبقى من الحقبة الرومانية، إلا أنه لم يحدث لها توسيعات أخرى. كانت لندينيوم مدينة صغيرة لكن مستقرة السكان كما وجد علماء الآثار أن تم تغطية معظم المدينة بعد هذا التاريخ بما يُسمى بالأرض المظلمة - وهي النواتج الثانوية من النفايات المنزلية، والسماد، والبلاط الخزفي، والأنقاض غير الزراعية الناتجة عن الاحتلال الإستيطاني، التي تراكمت بشكل عشوائي نسبيا على مدار قرون. في وقت ما بين عامي 190 و225، قام الرومان ببناء سور دفاعي من ناحية البر. إلى جانب سور هادريان وشبكة الطرق، كان هذا الحائط أحد أكبر المشروعات الإنشائية التي تم تنفيذها في بريطانيا الرومانية. ظل سور لندن صامدًا لمدة 1600 عام آخرين ويحدد محيط حي السيتي القديم بلندن.

## الاسم

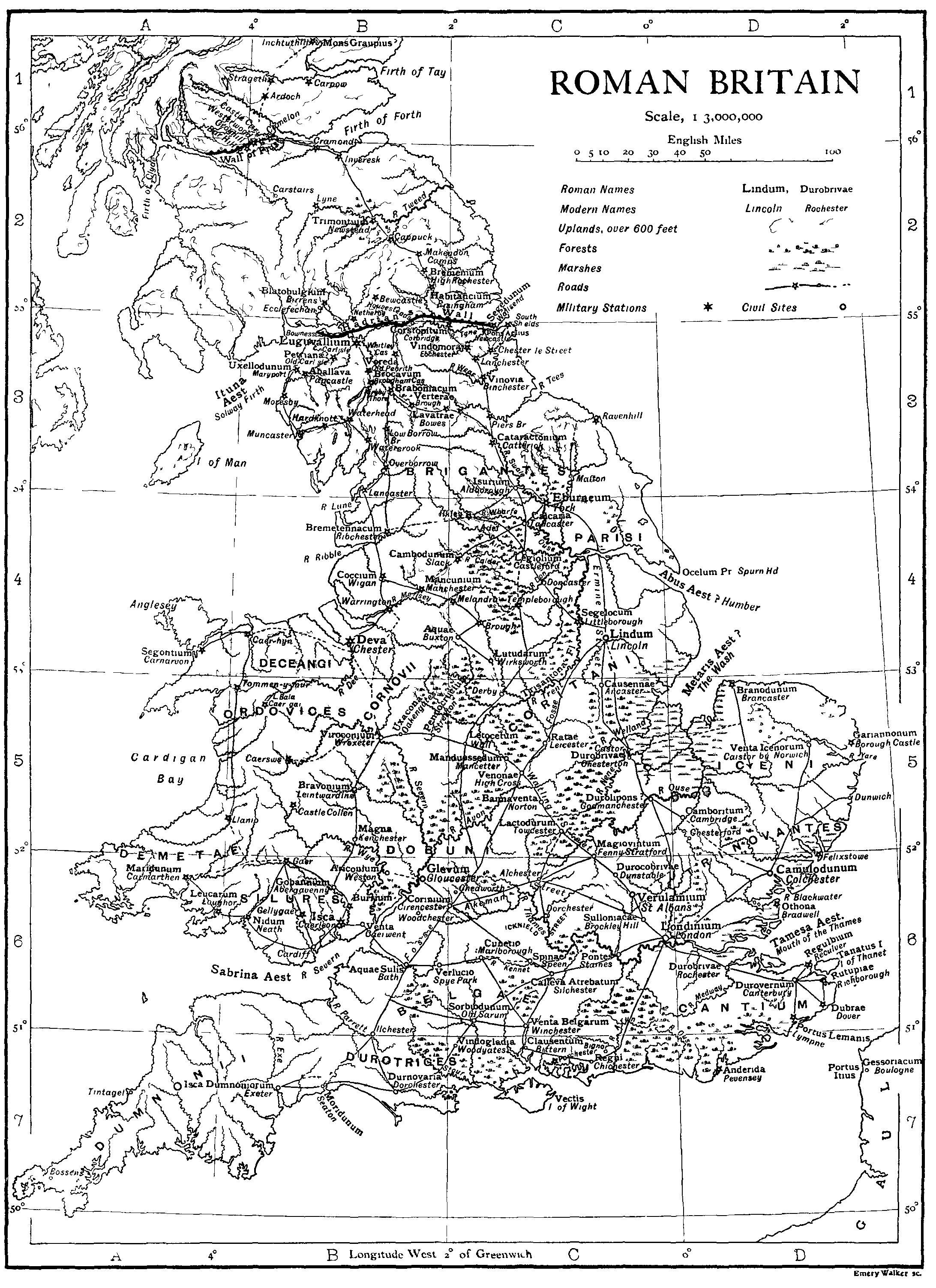
خريطة لبريطانيا الرومانية

أصل كلمة لندينيوم غير معروف. بإتباع كتاب تاريخ ملوك بريطانيا المُزيف تاريخيًا لجيفري مونماوث، تم اشتقاق الاسم من المؤسس لود ابن هيلي. ولا يوجد أي دليل على وجود هذا الشخص. بدلًا من ذلك، من المحتمل أن الكلمة اللاتينية مبنية على أساس لغة البريطونيون الكلتيون المُعاد صياغتها مثل *لندينيونLondinion .
.
. شكليًا هذا يشير إلى اثنين من اللواحق: -in-jo-. ومع ذلك لم تكن تسمية لندينيوم الرومانية المصدر المباشر للكلمة الإنجليزية «لندن» (بالإنجليزية القديمة: Lunden)، حيث من الممكن أن الكلمة تعرضت لتحريف لفظي (i-mutation) فأصبحت lyndon. وهذا يقترح وجود بديل من اللغة البريثونية القديمة لوندينيون Londonion ; وبالتبادل، النطق المحلي باللاتينية البريطانية يمكن أن يكون غيّر في نطق لندينيوم Londinium إلى لوندينيي Lundeiniu أو لوندين Lundein، حيث يمكن أيضا أنه تجنب التحريف اللفظي. ضمت قائمة 28 مدينة في بريطانيا في القرن التاسع تاريخ البريطانيين ويُلاحظ على وجه التحديد ذكر لندن في اللغة الويلزية القديمة كمدينة Caer لوندم Lundem أو لوندين Lundein.

## الموقع
حرس الموقع جسر الرومان على الضفة الشمالية لنهر التايمز ووشبكة الطرق الكبرى. لقد تمركزت على كورنهيل ونهر وولبروك، لكنها امتدت غربا حتى لودجيت هيل وشرقًا حتى تاور هيل. قبيل الغزو الروماني، كان هناك نزاع على المنطقة بين كتيوفالوني من الغرب وتراينوفانتيس من الشرق; وكان يحدها من ناحية الضفة الجنوبية لنهر التايمز مملكة كانتياتشي.
غطت المدينة الرومانية على الأقل مساحة حي السيتي، والتي تميزت حدودها بسورها السابق. يمتد ساحل لندينيوم على نهر التايمز من لودجيت هيل غربًا حتى الموقع الحالي لبرج لندن شرقًا، حوالي 1.5 كيلومتر (0.93 ميل). يصل الحائط الشمالي حتى بيشوبسجيت وكريبلجيت بالقرب من متحف لندن، وهو الآن مسار مميز بشارع «لندن وول»
توجد المقابر والضواحي خارج حدود المدينة. يوجد معبد دائري غرب المدينة، على الرغم من أن وقفها لا يزال غير واضح. توجد ضواحي هامة في سانت مارتن في وستمنستر وحول النهاية الجنوبية لجسر التايمز في ساوثوورك. حيث تشير النقوش إلى وجود معبد إيزيس هناك.

## المكانة
مكانة لندينيوم غير واضحة. يبدو أنها تم تأسيسها كمجرد مستعمرة وظلت كما هي حتى بعد التعافي من تمرد بوديكا. يصنفها بطليموس على أنها إحدى مدن كانتياتشي، ولكن ديوروفيرنم (كانتربري الرومانية) كانت عاصمتهم القبلية. بدئًا من حصن صغير يحرس النهاية الشمالية للجسر الجديد الذي يعبر نهر التايمز، كبرت لندينيوم حتى أصبحت ميناء هام للتجارة بين بريطانيا والمقاطعات الرومانية في القارة. النقص الأولي للمنازل الرومانية (والتوافر في أي مكان آخر) يشير إلى تملك عسكري أو حتى إمبراطوري. كتب تاسيتس، في عهد انتفاضة بوديكا، «لندينيوم... بالرغم من عدم تميزها باسم 'مستعمرة'، إلا أنها كان لها إقبال كبير من عدد من التجار والسفن التجارية.» تبعًا لوقت نشأتها، فإن تواضع منتدى لندينيوم الأول إنعكس على ارتقائها لمنزلة مدينة (municipium) أو ربما إنعكس على حصولها على الامتياز الإداري لتصبح مستوطنة بريطانية رومانية عظيمة برغم مرتبتها المنخفضة. ويكاد يكون من المؤكد حصولها على مكانة المستعمرة (colonia) قبيل إعادة التخطيط الكامل لشوارع المدينة وإقامة المنتدى الثاني العظيم حوالي عام 120.
بحلول هذا الوقت، كان من شبه المؤكد انتقال الإدارة الحكومية لبريطانيا إلى لندينيوم من كاميولودينم (كولشستر في إسكس). الوقت المحدد لهذا التغير غير معروف ولا يوجد مصدر ناجي ينص صراحًة أن لندينيوم كانت «عاصمة بريطانيا» لكن يوجد العديد من المؤشرات على هذه المكانة: بلاط الأسقف في القرن الثاني وُجد منقوش عليه بواسطة «النائب المالي» أو «جابي الضرائب للمقاطعة البريطانية في لندينيوم»، بقايا قصر الحاكم والمقابر الخاصة بموظفي الحاكم تم اكتشافُها، وتم حماية المدينة وتسليحها بشكل جيد، عن طريق معسكر عسكري جديد تم إنشائه في بداية القرن الثاني، بالرغم من بعدها عن أي حدود. على الرغم من بعض التلف الذي لحق بالنص، فإن قائمة الأساقفة لل314 مجلس آرلس (Council of Arles) تحدد أنه إما ريستيتوتوس أو أديلفيس قد أتوا من لندينيوم. يبدو أن المدينة قد حصلت على منصب فيقار الأبرشية وأصبحت واحدة من الأقاليم الحاكمة بعد إصلاحات ديوكلتيانوس حوالي عام 300; وقد تم تغيير إسمها إلى أوغستا-لقب مشترك لعواصم الأقاليم- بحلول عام 368.

## التاريخ

### التأسيس
قبيل وصول الفيالق الرومانية، كانت المنطقة عبارة عن ريف مفتوح يتخلله العديد من الجداول النهرية والتي تسير تحت الأرض حاليًا. لم توجد مستعمرة كلتونية في هذا الموقع، ولكن أسم المدينة اللاتيني يبدو الآن أنه مستنبط من اللغة البريثونية القديمة وأظهرت الآثار أن تلال لندن تم ارتيادها إن لم يتم سكنها من قبل القرى الصغيرة.
كبرت لندينيوم حول مكان على نهر التايمز ضيق بشكل كافي لإنشاء الجسر الروماني ولكن يظل عميق بشكل كافي لإستيعاب السفن المبحرة في هذا العصر. موقعها على مجرى المدّ يسمح بسهولة الوصول للسفن التي تبحر أعلى النهر ضد التيار. تم إيجاد بقايا قاعدة الرصيف البحري الهائل لهذا الجسر عام 1981 بالقرب من جسر لندن الحديث. وتم اكتشاف بعض خنادق معسكر عصر كلوديوس، ولكن الحفريات الأثرية التي تمت منذ السبعينات بواسطة قسم آثار المناطق الحضرية في متحف لندن (حاليًا متحف آثار لندن MOLAS) آشار أن المستوطنة الأولى كانت بشكل كبير نتاج لشركة خاصة. تم حدوث إستنزاف للأخشاب بجانب الطريق الروماني الرئيسي تم الكشف عنه في مبنى No 1 Poultry ويرجع تاريخه عن طريق علم تحديد أعمار الأشجار لعام 47 بعد الميلاد، والذي من المرجح أن يكون تاريخ التأسيس.
وبعد تأسيسها في منتصف القرن الأول، لندن الرومانية المبكرة شغلت منطقة صغيرة نسبيًا، حوالي 350 فدان (1.4 كيلومتر مربع) أو مايقرب مساحة هايد بارك حاليًا. علماء الآثار إكتشفوا العديد من البضائع المستوردة من جميع أنحاء الإمبراطورية الرومانية في هذه المرحلة، مما يدل على أن لندن الرومانية في مراحلها الأولى كانت مجتمع للتجار من جميع أنحاء الإمبراطورية ولذلك وُجدت الأسواق المحلية لهذه الأشياء.

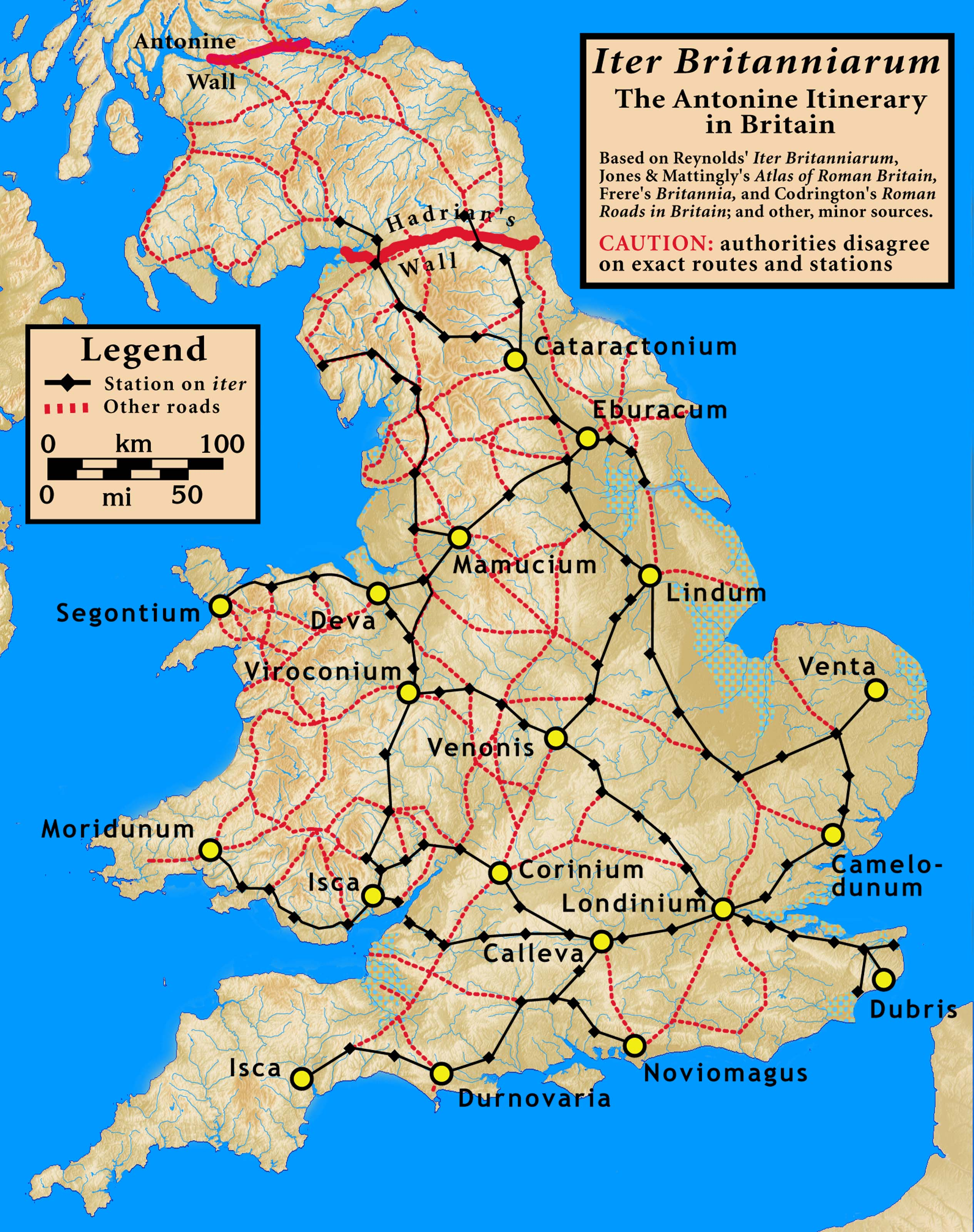
خريطة لشبكة الطرق الرومانية المعروفة، ويبرز خط السير الأنطوني

### الطرق
من خمسة عشر طريق بريطاني مُسجل خلال القرن الثاني للثالث من خطوط السير الأنطونية، سبعة كانوا إلى أو من لندينيوم. معظم هذه الطرق إتضح أنها على الأرجح تم إنشائها قريبًا من وقت تأسيس المدينة حوالي 47 بعد الميلاد. تُعرف الطرق الآن بأسماء ويلزية أو إنجليزية قديمة، حيث أن أسمائهم الرومانية الأصلية ضاعت بشكل كامل بسبب قلة الكتابة والمصادر المُسجلة. (وقد كان من المعتاد في الأماكن الأخرى تسمية الطرق بأسم الإمبراطور الذي تم الانتهاء من إنشاء الطرق في عهده، ولكن يبدو أن عدد وتقارب الطرق التي تمت في عهد كلوديوس جعلت هذا غير عملي في حالة بريطانيا.)
يبدو أن الطريق من موانئ كنتيش في روتيبياي (ريشبورو)، ودوبرس (دوفر)، وليمانيس (ليم)، تجاوز نهر التايمز خلال ديوروفيرنم (كانتربيري) عن طريق مخاضة طبيعية بنهر التايمز بالقرب من وستمنستر قبل أن ينحرف شمالًا باتجاه الجسر الجديد في لندن. مكَّن الرومان الطريق من عبور أراضي المستنقعات بدون هبوط عن طريق وضع الركائز من وأحد إلى ثلاث طبقات من جذوع البلوط. هذا الطريق، المعروف الآن بوتلنغ ستريت، عبر من خلال المدينة من بداية الجسر في طريق مستقيم ليتصل مرة أخرى بامتداده الشالي باتجاه فيروكونيوم (روكستر) وقاعدة الفيلق في ديفا فيكتركس (تشستر). سار الطريق العظيم باتجاه الشمال الشرقي خلال المعبر الضحل القديم إلى كاميلودونم (كولشيستر) ومن ثم باتجاه الشمال الشرقي من على طول طريق بأي إلى فينتا أيسنورم. يبدأ شارع إيرمين شمالًا من المدينة حتى ليندم (لنكولن) وإيبوركم (يورك). طريق ديفلز العام ربط بين لندينيوم وكاليفا وطرقها في الغرب خلال الجسور بالقرب من ستينز الحديثة. يقود طريق صغير إلى الجنوب الغربي لمقابر المدينة الرئيسية وإلى الطرق القديمة حتى المخاضة في وستمنستر. شارع ستين إلى نوفيوميجس (تشيتشستر) لم يصل حتى لندينيوم ولكن جرى من رأس الجسر في الضاحية الجنوبية في ساوثوورك. هذه الطرق تراوحت من 12-20 متر (39-66 قدم) عرضًا.
بعد بعد إعادة إنشائها في الستينات من القرن الأول، إلتزمت الشوارع داخل لندينيوم نفسها بالشبكة بشكل كبير. قياسًا على الحصون الرومانية، يُطلق على الشارع الرئيسي بين الشرق والغرب الآن بشكل عام فيا ديكيومانا («طريق الكتيبة العاشرة»)، بينما الشارع الرئيسي بين الشمال والجنوب (مقطوعًا بالمنتدى شمال تقاطعه مع طريق فيا ديكيومانا) يسمى بفيا برينيبالز («طريق المقر») هذه الأسماء لم يتم استخدامها للمستوطنة المدنية في هذا الوقت. الشوارع الرئيسية كانت 9 إلى 10 أمتار (30-33 قدم) عرضًا، بينما الشوارع الجانبية كانت عادة حوالي 5 أمتار (16 قدم) عرضًا.

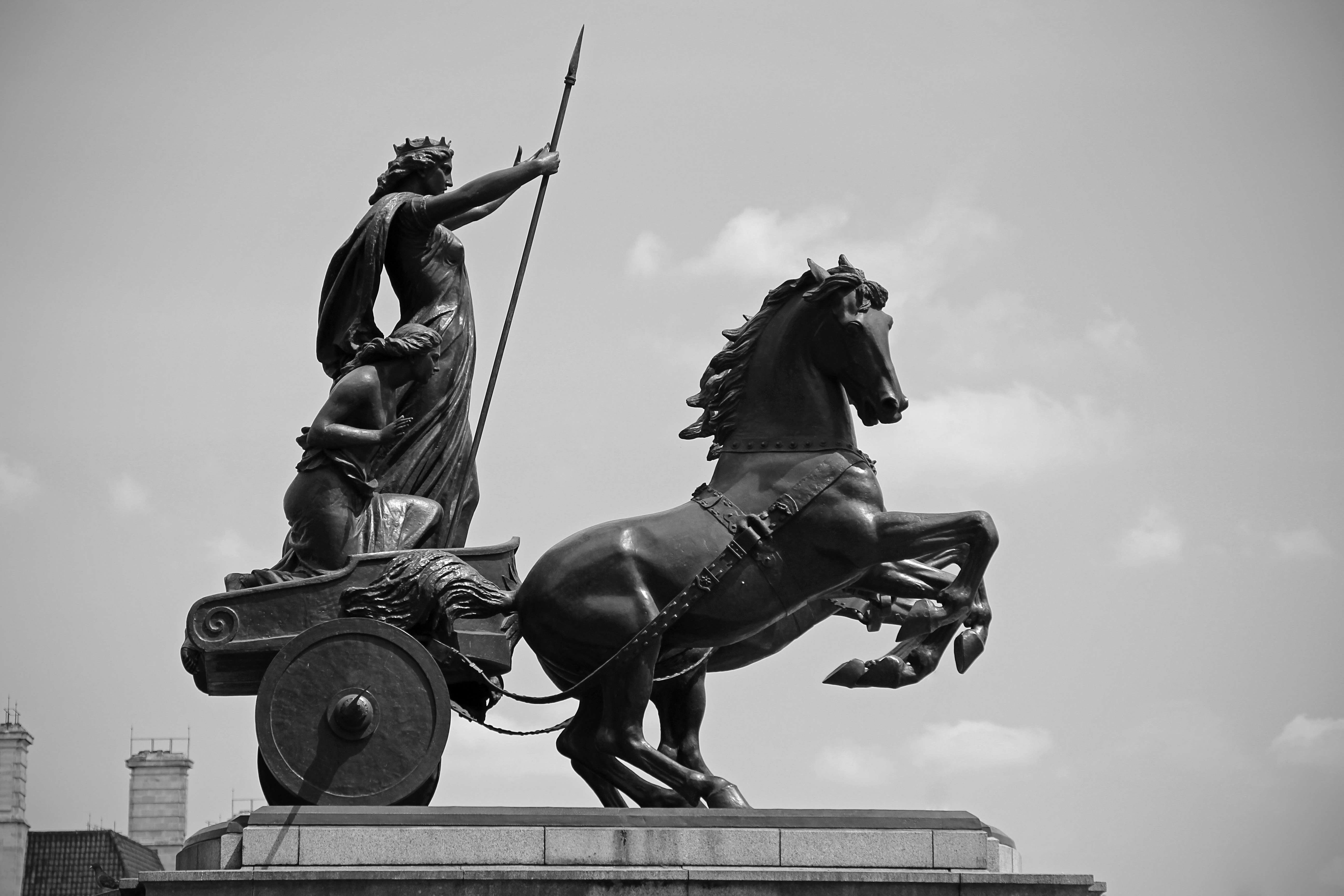
إعادة اكتشاف أعمال تاكتس أحيت الاهتمام الإنجليزي بخصوص بوديكا، خاصة أثناء القرن التاسع عشر، عندما تم استخدامها كرمز للملكة فيكتوريا وللإمبراطورية البريطانية. (بوديكا وبناتها لتوماس ثورنيكروفت، في الستينات من القرن التاسع عشر، بواسطة ابنه عام 1902.)

### بوديكا
في العام 60 أو 61، أكثر قليلًا بعشر سنوات من تاريخ تأسيس لندينيوم، توفي ملك إكيني. من المحتمل أنه تم تنصيبه من قبل الرومان بعد فشل قبائل إيكيني في التمرد ضد بوبيلوس أوستوريوس سكابيولا لنزعه السلاح من القبائل الحليفة عام 47 بعد الميلاد أو ربما ساعد الرومان ضد رجال قبيلته أثناء تلك الثورة. قسمت وصيته ثروته وأراضيه بين الرومان وابنتيه، لكن القانون الروماني حرَّم توريث النساء وأصبحت معاملة الممالك الحليفة كممتلكات ملحقة بعد وفاة الحاكم ممارسة عامة، وحدث ذلك في بيثينيا وغلاطية. كما أن الممولين الرومان وسنكا إستعدوا القروض الغير مسددة مرة واحدة وصادر حاكم الإقليم ممتلكات الملك ونبلاؤه. سجل تاسيتس، أنه عندما إعترضت بوديكا زوجة الملك، قام الرومان بجلدها، واغتصاب بناتها الإثنتان، وإستعبدوا النبلاء والأقارب. قادت بوديكا بعد ذلك تمرد فاشل ضد حكم الرومان.
تم إرسال 200 رجل بتجهيزات ضعيفة للدفاع عن عاصمة الإقليم والمستعمرة الرومانية في كاميلودونم، على الأرجح من حامية لندينيوم. أبادتهم قبائل إيكيني وحلفاؤهم ودمروا المدينة. تم نصب كمين وإبادة الفيلق التاسع تحت قيادة كوينتيس باتيليس سيرياليس الآتي من الجنوب عن طريق الخندق. وفر حاكم الإقليم، في هذه الأثناء، بكنزه إلى بلاد الغال، على الأرجح عن طريق لندينيوم. قاد غايوس سوتونيوس بولونيوس (Gaius Suetonius Paulinus) الفيلقين الرابع عشر والعشرين في غزو أنغلزي الذي يُعرف الآن بمذبحة ميناي; عندما سمع بما حدث عاد على الفور عن طريق ووتلنغ ستريت مع فرسان فيالقه. يوضّح أول سجل تاريخي للندن ظهر في حوليات تاسيتس تصرفاته عند وصوله ومعرفته لحال الفيلق التاسع:
في البداية، تردد [بولونيوس] بين الوقوف والمحاربة معهم. في النهاية، قلته العددية -وأن الثمن يجب ان يدفع فقط من قبل قائد الفرقة نتيجة لتهوره- جعله ذلك يقرر التضحية بمدينة لندينيوم فقط لكي ينقذ المقاطعة بأكملها. غير متأثرًا بالنحيب والإستعطاف، أعطى سوتونيوس الأشارة بالرحيل. سُمح للسكان بمرافقته. لكن هؤلاء الذين بقوا لكونهم نساء، أو عجائز، أو متعلقين بالمكان، تم ذبحهم من العدو.

وقد كشفت الحفريات أدلة كثيرة على تدمير المدينة بحرقها على هيئة طبقة من الرماد الأحمر تحت المدينة في هذا الوقت. عاد سوتونيوس إلى مشاة الفيالق، الذين قابلوا وهزموا الجيش البريطاني، وذبحوا أكثر من 70.000 من الجنود وأتباع للمعسكر. هناك اعتقاد فولكلوري طويل الأمد أن المعركة حدثت في منطقة كينجز كروس، لأنه ببساطة كقرية من العصور الوسطى كانت تعرف باسم جسر المعركة. عودة سوتونيوس إلى رجاله، وتدمير فريليميم (سانت ألبانز)، والمعركة التي حدثت بعد ذلك بوقت قصير في «مكان له أفكاك ضيقة، ومدعم من الغابات»، هذا ضد التقاليد ولم يتم بعد اكتشاف دليل أثري على ذلك.

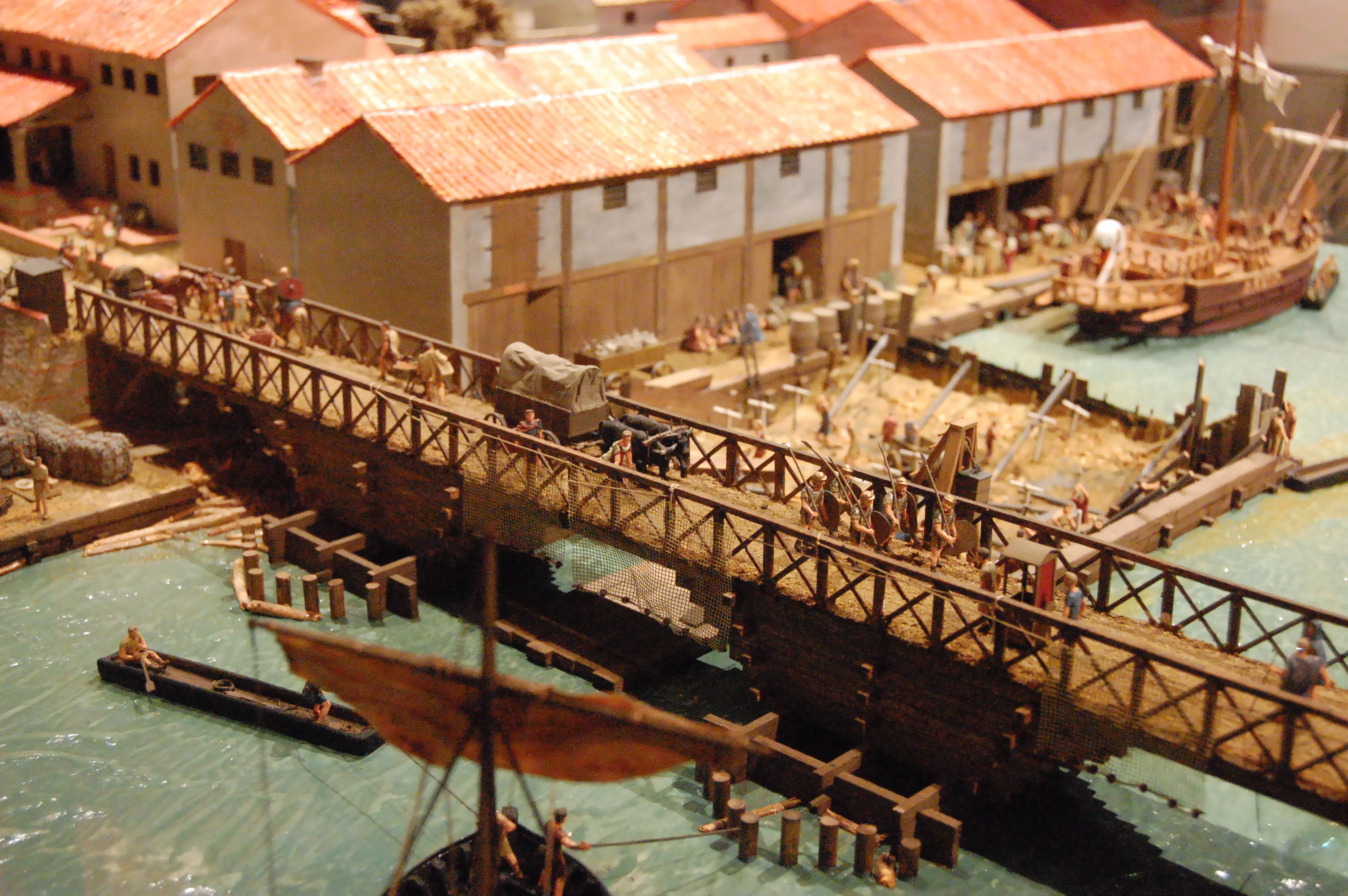
نموذج لمدينة لندن في 85-90 معروض في متحف لندن والذي يمثل أول جسر على نهر التايمز

### القرن الأول
بعد إزالتها، تم إعادة بناء المدينة بالتخطيط الروماني، بشكل عام شوارعها ملتصقة بشبكة من الطرق الكبيرة تعبر من رأس الجسر وتتغير في المحاذاة نتيجة لعبورها على الجداول. وتعافت بعد عقد من الزمان. وتم نصب سياج حصين في مكان الزراعة على كورنهيل. تم تأسيس أول منتدى في السبعينيات أو الثمانينات وبعد التنقيب عنه، تبين أنه كان عبارة عن صحن مكشوف وبه بازيليكا والعديد من المتاجر حوله، قياسها بالكامل حوالي 100 متر × 50 متر (330 قدم × 160 قدم). كانت تعمل البازيليكا كقلب إداري للمدينة، تسمع قضايا القانون ومجلس للشيوخ المحليين في البلدة. كونت الجانب الشمالي من المنتدى، الذي كان يقع مدخله الجنوبي على طول الجانب الشمالي للتقاطع الحالي بين شوارع لومبارد وجريسشرش وفينشرش. المنتديات في الأماكن الأخرى بها معبد مدني يتم إنشائه داخل منطقة السوق; المواقع البريطانية غالبا لا يوجد بها ذلك، بدل من ذلك يتم وضع مزار صغير للخدمات الرومانية في مكان ما في البازيليكا، يبدو أن أول منتدى في لندينيوم كان به معبد كامل، لكن تم وضعه بالخارج غرب المنتدى.
خلال العقود الأخيرة من القرن الأول، توسعت لندينيوم بشكل سريع وسرعان ما أصبحت أكبر مدينة في بريطانيا الرومانية، على الرغم من أن معظم منازلها ظلت تُبنى من الخشب. وبحلول مطلع القرن، كان سكان لندينيوم على الأقل 60.000 شخص وأصبحت عاصمة المقاطعة بدلًا من كاميلودونم (كولشيستر). تم اكتشاف مبنى كبير بالقرب من محطة كانون ستريت ويرجع تاريخ تأسيسه إلى هذا العصر ومن المفترض أنه كان قصر الحاكم; تباهى القصر بالحدائق، والحمامات، والعديد من القاعات الكبيرة، تم تزيين بعضها بأراضيات الفسيفساء الرومانية. كان يقع على الضفة الشرقية من نهر وولبروك الذي يجري تحت الأرض حاليا قرب مدخله على نهر التايمز. جزء من المبنى، ربما جزء من المدخل الأساسي، يُعتقد أنه منشأ لندن ستون. مكان آخر يُؤرِخ لهذه الحقبة هو بيت الحمام الساخن (thermae) الذي يقع في هيوجن هيل، الذي ظل في الاستخدام حتى تم هدمه حوالي عام 200. كانت بيوت الدعارة قانونية ولكن خاضعة للضرائب.

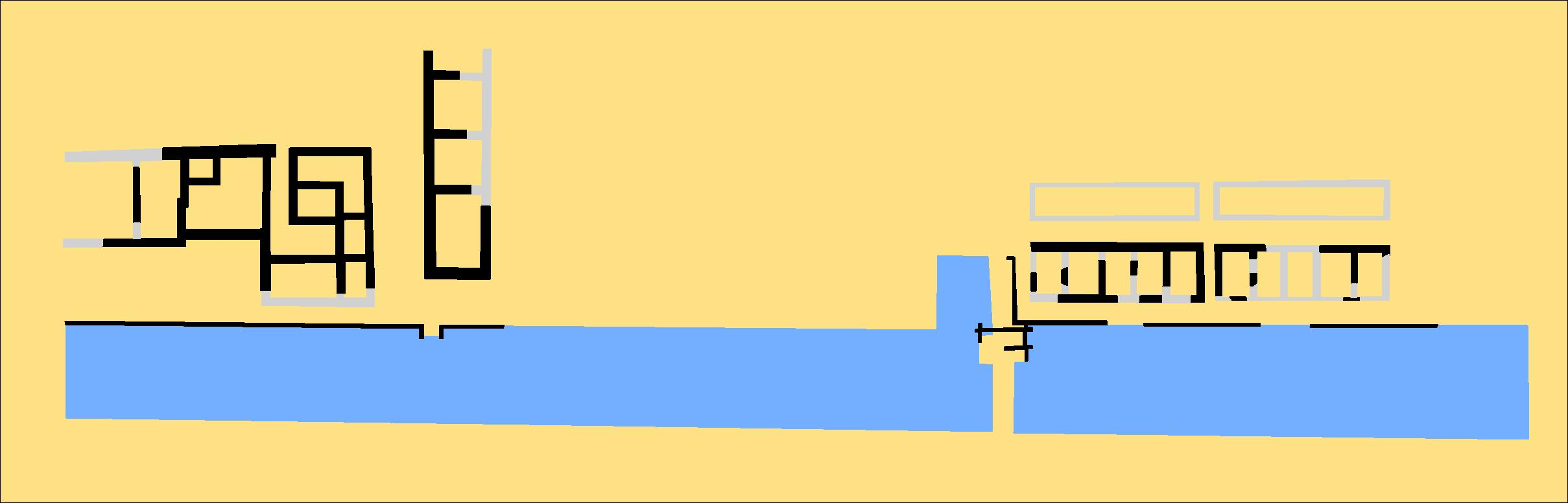
رسم تخطيطي للمباني الرومانية من ميناء لندينيوم (عام 100 بعد الميلاد) الذي تم التنقيب عنه على طول ضفة نهر التايمز

### الميناء
أُعيد بناء الجزء الأكبر من الميناء الروماني بسرعة عقب تمرد بوديكا عندما تم تمديد الواجهة البحرية مع الحصى لكي تسمح ببناء رصيف مراكب متين متعامد على الساحل. تم بناء الميناء على أربعة أجزاء، بداية من المنبع عند جسر لندن والعمل إلى أسفل حتى وولبروك في منتصف لندينيوم. استمرت توسعة الميناء المزدهر حتى القرن الثالث. تشير قصاصات الدروع، والأحزمة الجلدية، والطوابع العسكرية على أخشاب المباني أن الموقع تم إنشاؤه عن طريق فيالق المدينة. شملت الواردات الرئيسية الفخار، والجواهر، والخمر. ومعروف مخزنين كبيرين فقط، مما يعني أن لندينيوم عملت كمركز للتجارة الصاخبة بدلًا من أن تكون مركز إمداد وتوزيع مثل مدينة أوستيا القريبة من روما.

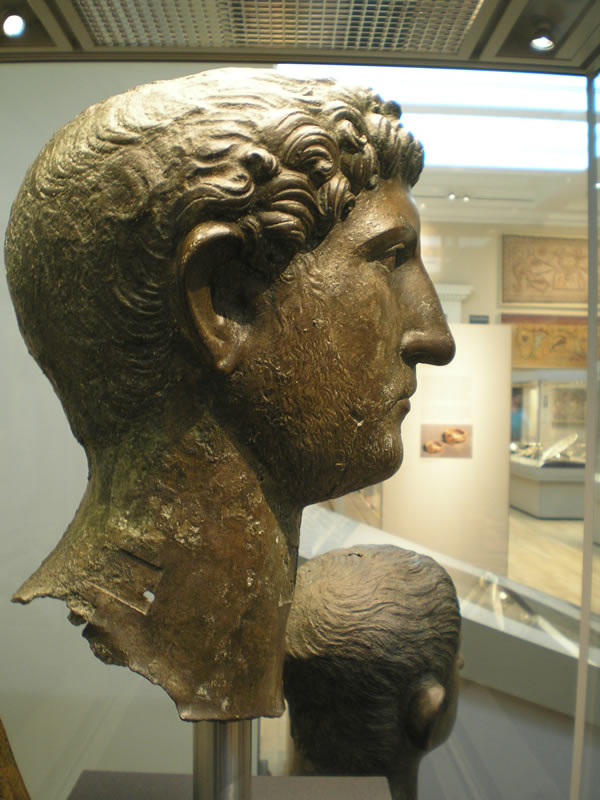
رأس برونزية لهادريان موجودة في لندن (المتحف البريطاني)

### القرن الثاني
زار الإمبراطور هادريان المدينة عام 122. المباني العامة المثيرة للإعجاب في هذه الحقبة قد تكون أنشئت إستعدادًا لزيارته أثناء إعادة بناء المدينة بعد «الحريق الهادرياني». هذا الحريق، الذي إكتشف علماء الآثار أنه دمر جزء كبير من المدينة، لم يتم تسجيله من في أي من المصادر الناجية، ويبدو أنه حدث في وقت هادئ نسبيًا في بريطانيا; لهذه الأسباب، تم الافتراض بشكل عام أنه كان حادث.

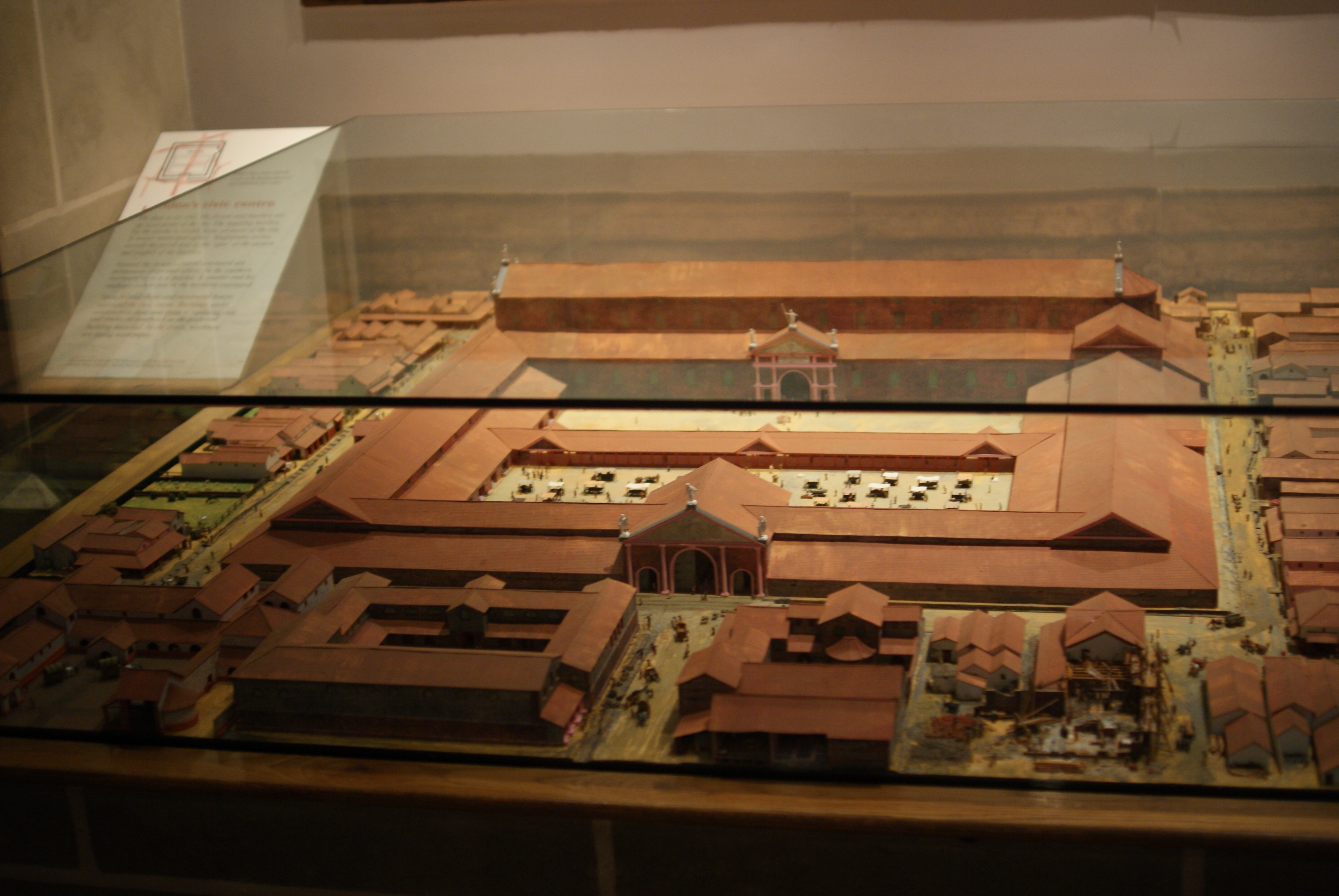
نموذج للمنتدى الموسع في متحف لندن

أثناء بدايات القرن الثاني، كانت لندنينيوم في ذروتها. تعافت لندن من الحريق ومرة أخرى كان بها بين 40.000 أو 60.000 ساكن حوالي عام 140، وتم بناء العديد من البيوت الحجرية والمباني العامة. بعض المناطق كانت مزدحمة بالمنازل الريفية. كانت المياة تصل المدينة بالأنابيب وكان لها نظام صرف صحي متطور إلى حد ما. أُعيد بناء قصر الحاكم وتم بناء منتدى موسع في حوالي 30 عام منذ عام 90 إلى 120 حتى أصبح مربع الشكل تقريبا بشكل كامل بمقاسات 168 متر × 167 متر (551 قدم × 548 قدم). كاتدرائيتها ذات الثلاث طوابق كانت على الأرجح مرئية في أنحاء المدينة كما كانت الأكبر في إمبراطورية شمال جبال الألب؛ كان سوقها ينافس أسواق روما وكان الأكبر في الشمال قبل أن تصبح أوغستا تريفرورم (ترير، ألمانيا) عاصة الإمبراطورية. تم تجديد معبد يوبيتر في المدينة، كما تم تشييد الحمامات الخاصة والعامة، كما تم تشييد معسكر حوالي عام 120 حيث أبقى الحامية في شمال غرب المدينة. كان الحصن مربعًا (ذو زوايا دائرية مربعة) يقيس أكثر من 200 متر × 200 متر (660 قدم × 660 قدم) ويغطي أكثر من 12 فدان (4.9 هكتار). كان يحتوي كل جانب على بوابة رئيسية وأبراج صخرية مشيدة في الزوايا وعند نقاط على طول كل جدار. وقد تم اكتشاف المسرح الروماني بالمدينة تحت وإلى جانب مبنى جيلدهول الحديث; كانت ألعاب المجالدين مجانية. تم اكتشاف الميناء الكبير على كلا الضفتين بالقرب من جسر لندن الحديث في الثمانينات من القرن الماضي.

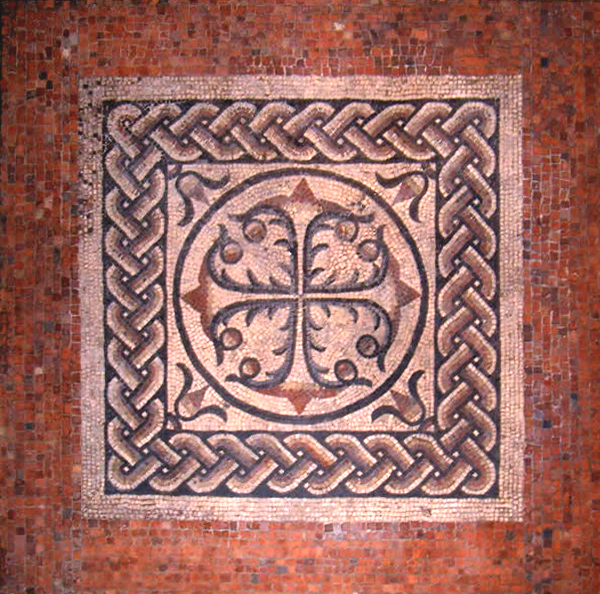
أرضية من الفسيفساء الروماني من لندينيوم (المتحف البريطاني)

بحلول النصف الثاني من القرن الثاني، كان بلندينيوم العديد من المباني الحجرية الكبيرة المجهزة جيدًا، والتي كان بعضها مزين بالرسومات الجدارية وأرضيات الفسيفساء، وكانت تحتوي على نظام تدفئة أرضي. تم بناء المنزل الروماني في بيلينزجيت بجانب الماء وكان له حمامه الخاص. وبالإضافة إلى هذه المباني التي تُخفض كثافة المباني بالمدينة، يبدو أن لندينيوم تقلصت سواء من حيث الحجم أو عدد السكان في النصف الثاني من القرن الثاني. السبب غير واضح لكن من المرجح أن هذا بسبب الطاعون، ومعروف أن الطاعون الأنطوني فتك بمناطق أخرى في غرب أوروبا بين عام 165 وعام 190. نهاية التوسع الإمبراطوري في بريطانيا بعد قرار هادريان ببناء سوره من المحتمل أيضا أنه أدى إلى تدمير اقتصاد المدينة. على الرغم من بقاء لندينيوم كمدينة هامة باقي الحقبة الرومانية، إلا أنه لم يحدث توسعات أخرى. ظلت لندينيوم مأهوله بالسكان حيث وجد علماء الآثار أن معظم المدينة تم تغطيتها بالتربة المظلمة، التي تراكمت دون عائق لقرون.

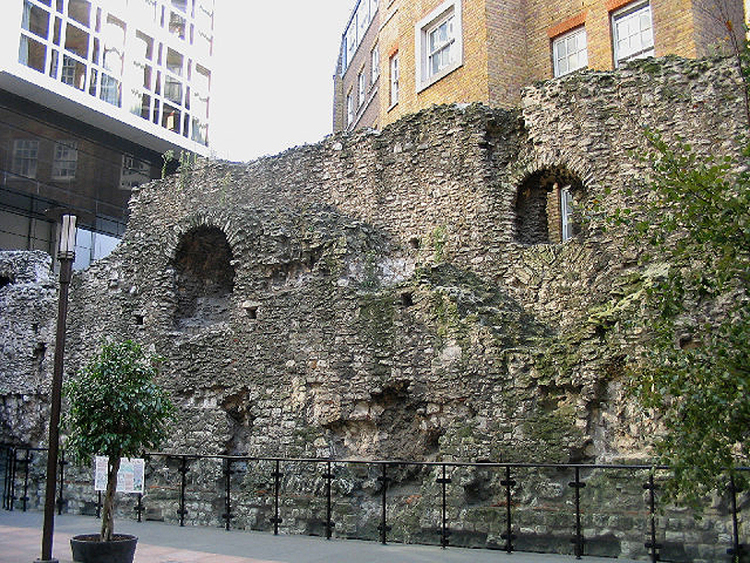
جزء متبقي من سور لندن خلف محطة تاور هيل (2005))

### سور لندن
بنى الرومان سور لندن، في وقت ما بين عام 190 وعام 225، وهو سور دفاعي حجري صلب حول جانب اليابسة من المدينة. إلى جانب سور هادريان وشبكة الطرق، كان سور لندن وأحد من أضخم المشاريع الإنشائية التي تمت في بريطانيا الرومانية. كان طول السور حوالي 5 كيلومتر (3 أميال)، و6 أمتار (20 قدم) ارتفاعًا، و2.5 متر (8 أقدام وبوصتين) سمكًا. كان خندقه الجاف حوالي 2 متر (6 أقدام و7 بوصات) عمقًا ومن 3 إلى 5 أمتار (9.8 إلى 16.4 قدم) عرضًا. في القرن التاسع عشر قدر سميث طوله من البرج الذي يقع غرب لودجت بحوالي ميل (1.6 كيلومتر) وعرضه من السور الذي يقع شمال ضفة نهر التايمز بحوالي نصف ذلك.
بالإضافة إلى البوابات الخلفية الصغيرة مثل التي بجانب برج هيل، كان له أربعة بوابات رئيسية: بوابة بيشوبس وبوابة ألدجيت في الشمال الشرقي في الطرق المؤدية إلى إيبوراكم (يورك) وإلى كاميلودونم (كولشيستر) ونيوجيت ولودجيت غربًا على طول الطريق المقسوم للسفر إلى فيروكونيم (روكستر) وإلى كاليفا ومقسوم أيضا إلى طريق آخر يسير بمحاذاة نهر التايمز إلى مقابر المدينة الرئيسية والمخاضة القديمة في ويستمنستر. يستخدم السور قلعة الجيش الموجودة جزئيًا، مقويًا جدارة الخارجي بمسار ثاني من الحجارة ليماثل باقي المسار. للحصن بوابتين خاصتين به-كريبلجيت في الشمال وأخرى في الغرب- ولكن تلك لم تكونا موازيتين لطرق رئيسية. تم إضافة ألدرسجيت مؤخرًا، ربما كانت لاستبدال البوابة الغربية من الحصن. (كانت أسماء جميع هذه البوابات من العصور الوسطى، كما استمر تجديدها وتغييرها من حين إلى آخر حتى تم هدمهم في القرن السابع عشر والقرن الثامن عشر للسماح بتوسعة الطرق.) ترك السور ضفة النهر بدون دفاع: وهذا تم تصحيحه في القرن الثالث.
على الرغم من أن السبب الحقيقي لإنشاء الجدار غير معروف، إلا أن بعض المؤرخين ربطوا ذلك بغزو بيكتس في عام 180. آخرون ربطوه بكلوديوس ألبينوس الحاكم البريطاني الذي حاول اغتصاب حكم سيبتيموس سيفيروس عام 190. بقى السور لمدة 1600 عام آخرين ولا زال يشكل حدود حي السيتي في لندن.

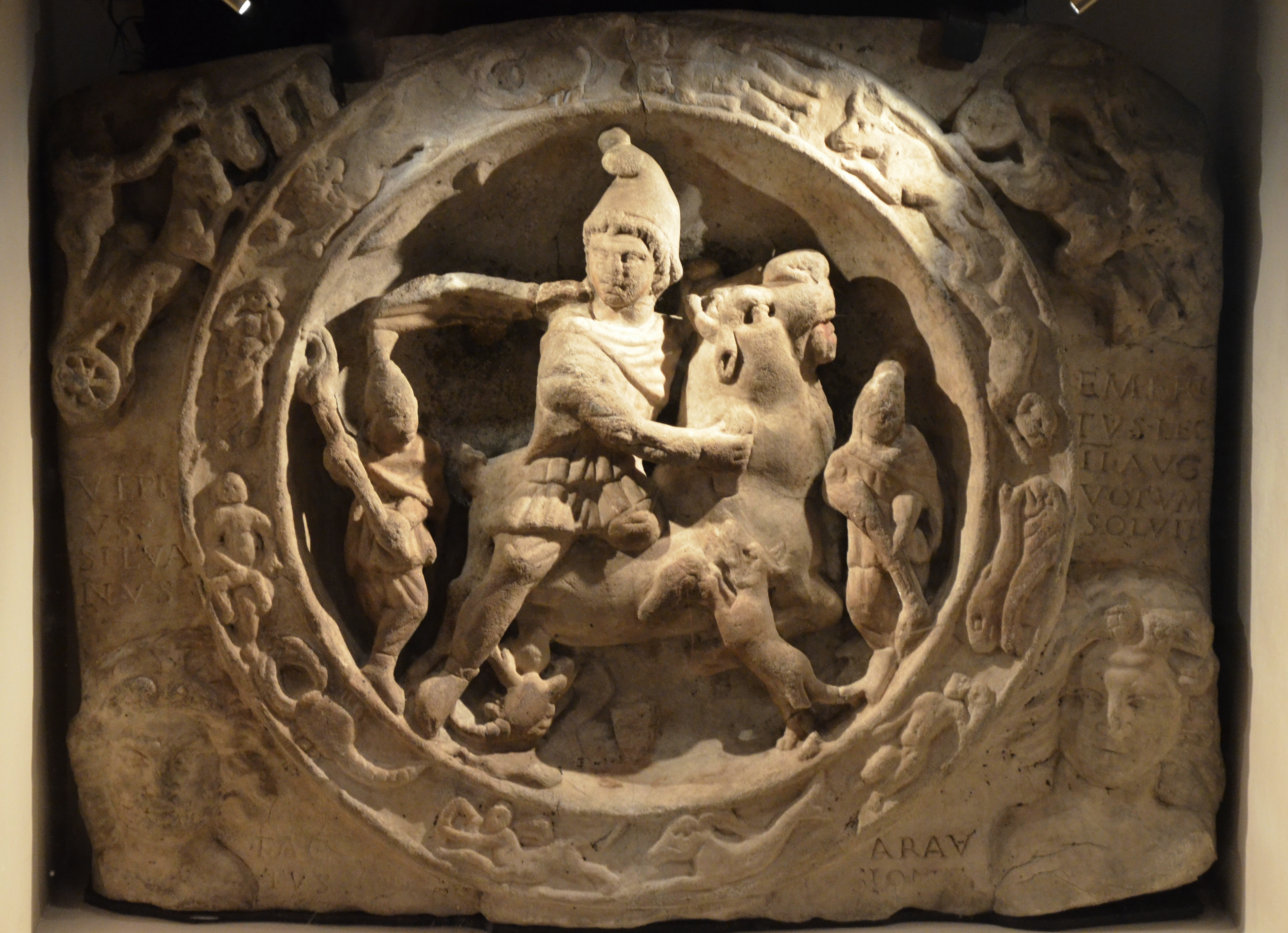
لوحة تصور ميثرا يقتل الثور، تم اكتشافها في أطلال المعبد الميثراني بلندن

### القرن الثالث
قام سيبتموس سيفيروس بهزيمة ألبينوس عام 197 وبعد ذلك بفترة صغيرة قسّم مقاطعة بريطانيا إلى نصف علوي ونصف سفلي، مع المُتحكم بها سابقًا بواسطة حاكم جديد في إيبوراكم (يورك). وعلى الرغم من أنها منطقة إدارية أصغر، فإن الانتعاش الاقتصادي الذي وفره الجدار وحملات سيبتموس سيفيروس في كاليدونيا بشكل ما أنعشت ثروات لندن في بداية القرن الثالث. تم هجر وتفكيك الحصن الشمالي الغربي ولكن الأدلة الأثرية تشير إلى أنشطة تجديد البناء في هذه الفترة. أُعيد اكتشاف معبد ميثرا بلندن عام 1954 ويرجع تاريخه لحوالي عام 240، عندما تم إنشائه على الضفة الشرقية على رأس الملاحة في نهر وولبروك المغطى حاليًا حوالي 200 متر (660 قدم) من نهر التايمز. من حوالي عام 255 وما بعده، الغارات التي قام بها قراصنة ساكسون أدت إلى بناء جدار على ضفة النهر كذلك. وتجلى الجدار تقريبًا على طول شارع التايمز الحالي، الذي شكل الشاطئ لاحقًا. وتم التنقيب عن أجزاء كبيرة منهارة من الحائط في منطقة بلاكفريارس والبرج في السبعينات.

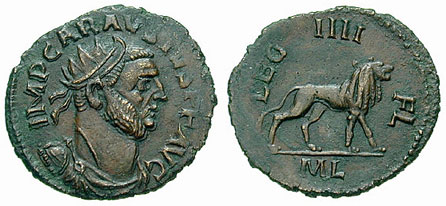
عملة كارسيس في لندينيوم

### تمرد كارسيس
في عام 286، أصدر الإمبراطور مكسيميانوس حكمًا بالإعدام على كارسيس، اميرال فيلق بريتانيكا بالبحرية الرومانية، بتهمة تحريض الفرنجة وقراصنة ساكسون ولاختلاسه لكنز مُسترد. رد كارسيس بتوحيد حلفائه وأراضية وقام بالتمرد. وبعد صد أول هجوم لمكسيميانوس عام 288، قام بإعلان إمبراطورية جديدة وأصدر القطع النقدية لهذا الغرض. أدى طرد قسطنطينوس كلوروس من قاعدته الغالية في بولوني سو مير إلى جعل أليكتس أمين الصندوق إلى اغتياله واستبداله. في عام 296، قاد كلوروس غزو لبريطانيا مما دفع قراصنة أليكتس الفرنجة إلى نهب لندينيوم. تم إيقافهم فقط بوصول الأسطول الحربي الروماني لنهر التايمز، والذي ذبح الناجين. تم إحياء ذكرى الحدث بمديالية تراير الذهبية، كلوروس على إحدى الجهتين، وعلى الجهة الأخرى، امرأة تركع أمام سور المدينة لترحب بجندي روماني يمتطي حصان. ويوجد نصب تذكاري آخر لعودة لندينيوم للحكم الروماني كان إنشاء مجموعة جديدة من الحمامات في المنتدى حوالي عام 300. كانت الإنشاءات بسيطة حته أنه تم اعتبارها كأجزاء من المنتدى والسوق ولكنها الآن معروفة كحمامات متقنة وفاخرة وذلك يتضمن فريجيداريوم بحمامين للسباحة جنوبًا وآخر شرقًا.

### القرن الرابع
عقب التمرد، شهدت إصلاحات ديوكلتيانوس إعادة هيكلة الإدارة البريطانية، يفترض عالميًا ان لندينيوم كانت عاصمة إحداهم، ولكن يظل غير واضح أين كانت المقاطعات الجديدة، وما إذا كان عددهم ثلاثة أو أربعة في المجمل، وما إذا كانت فالينتيا تمثل مقاطعة خامسة أو تبقى كواحدة قديمة. في القرن الثاني عشر، صنَّف جيرالد الويلزي لندونيا كعصامة فلافيا، بعد أن تم قطع بريطانيا الأولى (ويلز) والثانية (كنت) من أراضي بريطانيا العليا. يصنف الباحثون الحديثون لندينيوم غالبًا كعصامة بريتانيا ماكسيما على افتراض أن وجود فيقار الأبرشية الرومانية في لندن يمكن أنه قد تطلب من حاكم المقاطعة أن يكون أعلى مرتبة عن الآخرين.
يبدو أن قصر الحاكم والمنتدى الكبير القديم تم التوقف عن استخدامهم حوالي عام 300، ولكن بشكل عام يبدو أن النصف الأول من القرن الرابع كان وقت مزدهر لبريطانيا، وبالنسبة للفيلات التي تحيط بلندن يبدو أنها إزدهرت خلال تلك الفترة. تم إعادة إسناد المعبد الميثراني بلندن، غالبا ل باكوس. سُجلت قائمة لستة عشر مطرانية في لندن بواسطة جوسلين من فيرنس في القرن الثاني عشر، مدعيًا أن مجتمع المدينة المسيحي تم تأسيسه في القرن الثاني في حكم الملك لوشيوس الأسطوري وقساوسته. فاجان، ديروفيان، وإيلفانوس، وميدوين.لا يُعتبر أي من ذلك موثوق فيه من قبل المؤخرين الجدد ولكن، على الرغم من أن الوثائق الناجية إشكالية، إما ريستيتيوتس أو أديلفيوس في مجلس آرلس رقم 314 يبدو أنهم قادمين من لندينيوم. موقع كاتدرائية لندينيوم الأصلي غير مؤكد. تم إنشاء البناء الحالي لكنيسة القديس بطرس على كورنهيل على يد كريستوفر رن عقب الحريق العظيم عام 1666 ولكنها تقف على أعلى نقطة في منطقة لندينيوم القديمة وربطتها أساطير القرون الوسطى إلى أول طائفة مسيحية بالمدينة. عام 1995، تم اكتشاف بناء كبير ومزخرف بالقرن الرابع على تاورهيل: تم بنائه في وقت ما بين عامي 300 و400، يبدو أنه حاكى كاتدرائية سانت امبروز في عاصة الإمبراطورية في ميلان لكن على مقياس أوسع. كانت حوالي 100 متر (330 قدم) طولًا و50 متر (160 قدم) عرضًا. أظهرت حفريات ديفيد سانكي في متحف آثار لندن أنها تم إنشائها من أحجار أُخذت من مباني أخرى، بما في ذلك قشرة من الرخام الأسود. يحتمل أنه كان مخصصًا لكنيسة القديس بول.
منذ عام 340 فيما بعدها، هوجِمَ شمال بريطانيا بشكل متكرر بواسطة بيكتس وغايل . في عام 360، أجبر هجوم على نطاق كبير الإمبراطور يوليان المرتد أن يرسل جنود للتعامل مع المشكلة. بُذلت مجهودات كبيرة لتطوير دفاعات لندينيوم في نفس الوقت تقريبًا. فعلى الأٌقل 22 زاوية محصنة تمت إضافتهم لجدار المدينة لتوفير منصات للعرادة والحالة الحالية لجدار النهر تشير إلى إصلاحات سريعة خلال هذا الوقت. في عام 367، شهدت المؤامرة الكبرى غزو منسق للبيكتس، والغال، والساكسون وانضم إليهم جنود متمردين على طول السور. الكونت ثيودوزيس تعامل مع المشكلة على مدار السنين القليلة التالية، مستخدمًا لندينيوم-التي عرفت بعدها بأوغستا- كقاعدة له. يمكن في هذه النقطة أن إحدى المقاطعات الموجودة تم إعادة تسميتها بفالينتيا، على الرغم من أن حساب تصرفات ثيودوزيس يصفها بمقاطعة حُررت من العدو.
في عام 382، نظم ماجنس ماكسيموس الجيوش البريطانية وحاول تنصيب نفسه كإمبراطور على الغرب. كان الحدث بكل وضوح مهم للبريطون، مثل «ماغنوس ماكسيموس» الذي ظل كرمز هام في الفولكلور الويزلي وزعمت عدة سلالات ويلزية في القرون الوسطى القرابة منه وأنهم من نسبه. كان على الأرجح مسئول عن كنيسة لندن الجديدة في السبعينات أو الثمانينات من القرن الرابع. نجح في بداية الأمر ولكنه هُزم بواسطة ثيودوزس في معركة الإنقاذ في عام 388. ويبدو أن توسعة جديدة لسور النهر بالقرب من تاورهيل بُنيت بشكل أبعد عن الشاطئ في وقت ما في العقد التالي.

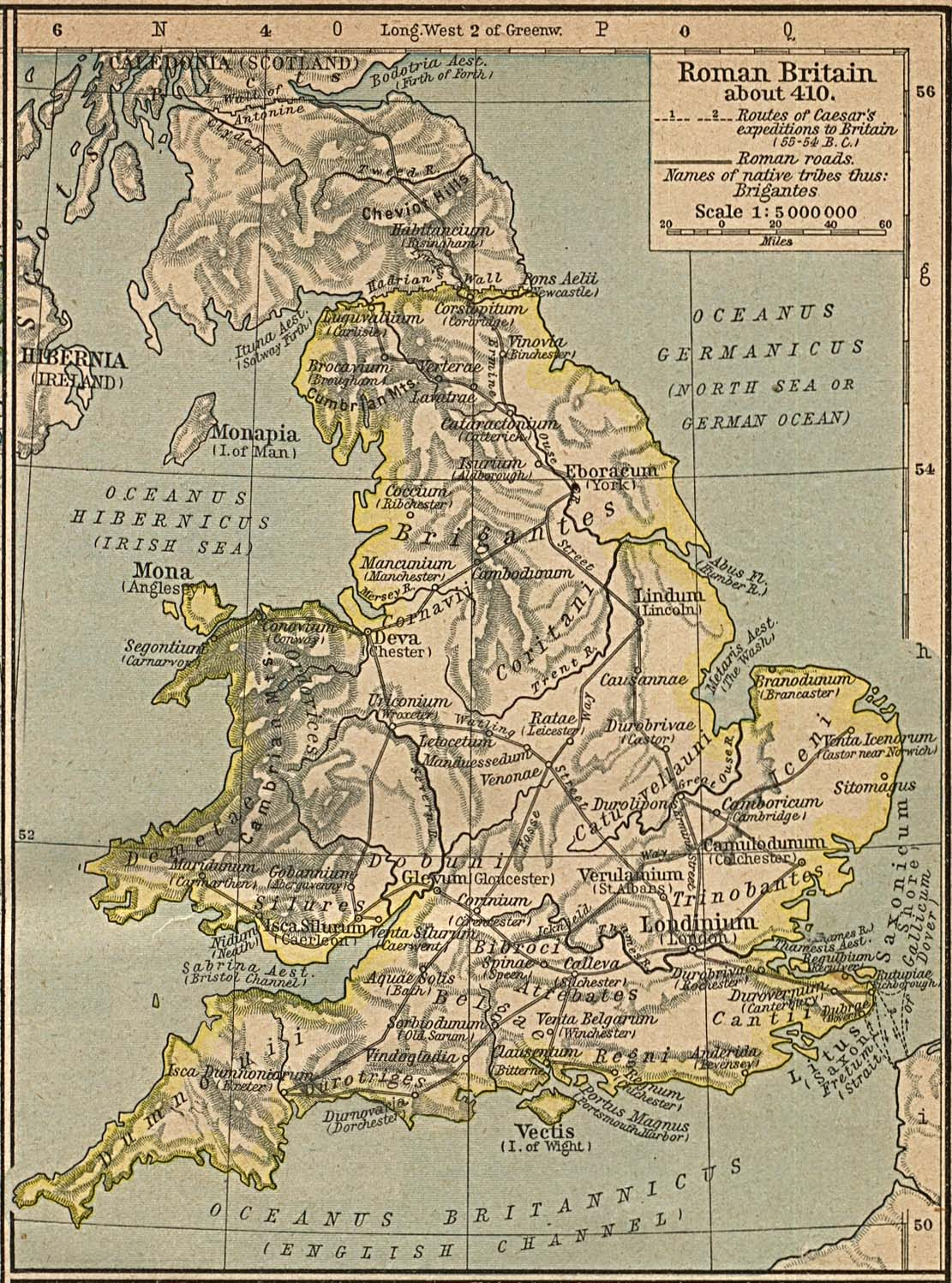
بريطانيا الرومانية حوالي عام 410 بعد الميلاد، بدون حدود المقاطعات المتضاربة

### القرن الخامس
بتَبَقّي جيوش قليلة في بريطانيا، كثير من المدن البريطانية الرومانية-متضمنًا لندينيوم- تدهورت بشكل كبير على مدار العقود القليلة التالية. العديد من مباني لندن أصبحت متهالكة بحلول هذا الوقت، وأظهرت حفريات الميناءعلامات للتوقف السريع عن الاستخدام. بين عامي 407 و409، العديد من البربر إجتاحوا بلاد الغال وهيسبانيا، مما أضعف التواصل بشكل خطير بين روما وبريطانيا. توقفت حركة التجارة. لم يتقاضى المسئولون رواتبهم وأنتخب الجيش البريطاني الروماني قادتهم. أعلن قسطنطين الثالث نفسه إمبراطورًا على الغرب كما عبر القناة، وهو تصرف رجح انسحاب روما من بريطانيا منذُ أن وجه الإمبراطور هونوريوس البريطون بأن يهتموا بدفاعاتهم بدلًا من إرسال قوة أخرى. الحسابات الناجية قليلة وممزوجة بالأساطير الويزلية والسكسونية بخصوص فورتيجرن، وهينجست، وهورسا، وأمبروسويس أوريلانس. حتى أن الأدلة الأثرية على لندينيوم خلال هذه الفترة قليلة.
على الرغم من بقائها في قائمة المقاطعات البريطانية، يبدو أن بريطانيا الرومانية تخلت عن ولائهم المتبقي لروما. الغزو من الأيرلنديين، والبكتس، والسكسونيين أستمر ولكن جيلداس سجلت فترة من الترف والوفرة والتي تُعزى أحيانا إلى تخفيض الضرائب. وجد علماء الآثار دليل على أن عدد قليل من العائلات الثرية استمروا في الإبقاء على أسلوب الحياة الروماني حتى منتصف القرن الخامس، وعاشوا في قصور في الركن الجنوبي الشرقي من المدينة. تنص حسابات القرون الوسطى على أن الغزوات التي أسست لإنجلترا الأنجلوسكسونية لم تبدأ بشكل جدي حتى وقت ما بين أربعينات وخمسينات القرن الخامس. سجل بيدا أن البريطانيون فرّوا إلى لندينيوم من الخوف عقب هزيمتهم في معركة كرنفورد (على الأرجح كرايفورد)، ولكن لم يتم ذكر شيء آخر بعد ذلك. بحلول نهاية القرن الخامس كانت المدينة بشكل كبير بقايا غير مأهولة، وإحترقت الكنيسة الكبيرة على تاور هيل وسويت بالأرض.
على مدار القرن التالي، وصل الأنجل، والساكسون، واليوت، والفريسي وأنشأوا القبائل والممالك. كانت المدينة الرومانية تُدار كجزء من من مملكة شرق ساكسون - إيسكس، على الرغم من مستوطنة لوندنتش الساكسونية لم تكن داخل نطاق الجدران الرومانية ولكن كانت غرب ألدوتش. حتى غزو الفايكنج لإنجلترا قام الملك ألفريد العظيم بنقل المستوطنة ضمن أمان الجدران الرومانية، حيث أطلق عليها اسم لندنبره. أُتلفت مؤسسات جدار النهر على مدار الوقت وإنهارت تماما بحلول القرن الحادي عشر. ذكرى المستوطنة الناجية: والتي تعرف بشكل عام بأسمCair Lundem هي واحدة ضمن 28 مدينة بريطانية مذكورة في كتاب تاريخ البريطانيين الذي ينسب عادة إلى نينوس.

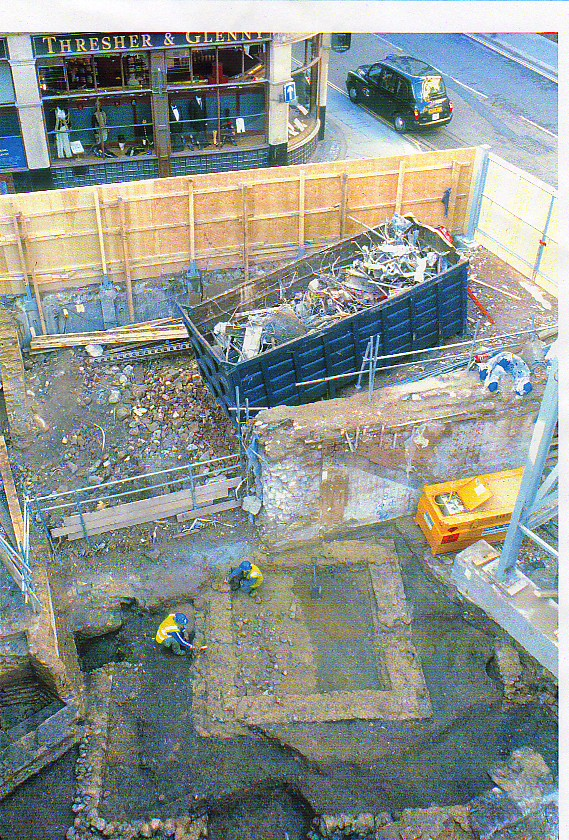
التنقيب عن المعبد الروماني في 56 شارع جريشام

## الحفريات
لا تزال العديد من الحفريات مدفونة تحت لندن، على الرغم من أن فهمهم يمكن أن يكون صعبًا. بسبب جيولوجيا لندن، والتي تتكون من طبقة عميقة من تربة المصاطب النهرية، والرمل، والحصى على الطين، يمكن التعرف على الطرق الرومانية الحصوية فقط كما لو أنها أعيد تكوينها بشكل متكرر أو لو يمكن تتبع امتداد الحصى عبر عدة مواقع. الحد الأدنى من بقايا الأعمال الخشبية يمكن تفويته بسهولة وقد تترك المباني الحجرية أساسات، ولكن-على سبيل المثال المنتدى العظيم- كان كثيرًا ما يتم تفكيكهم للحصور على الأحجار أثناء العصور الوسطى وأوائل العصر الحديث.

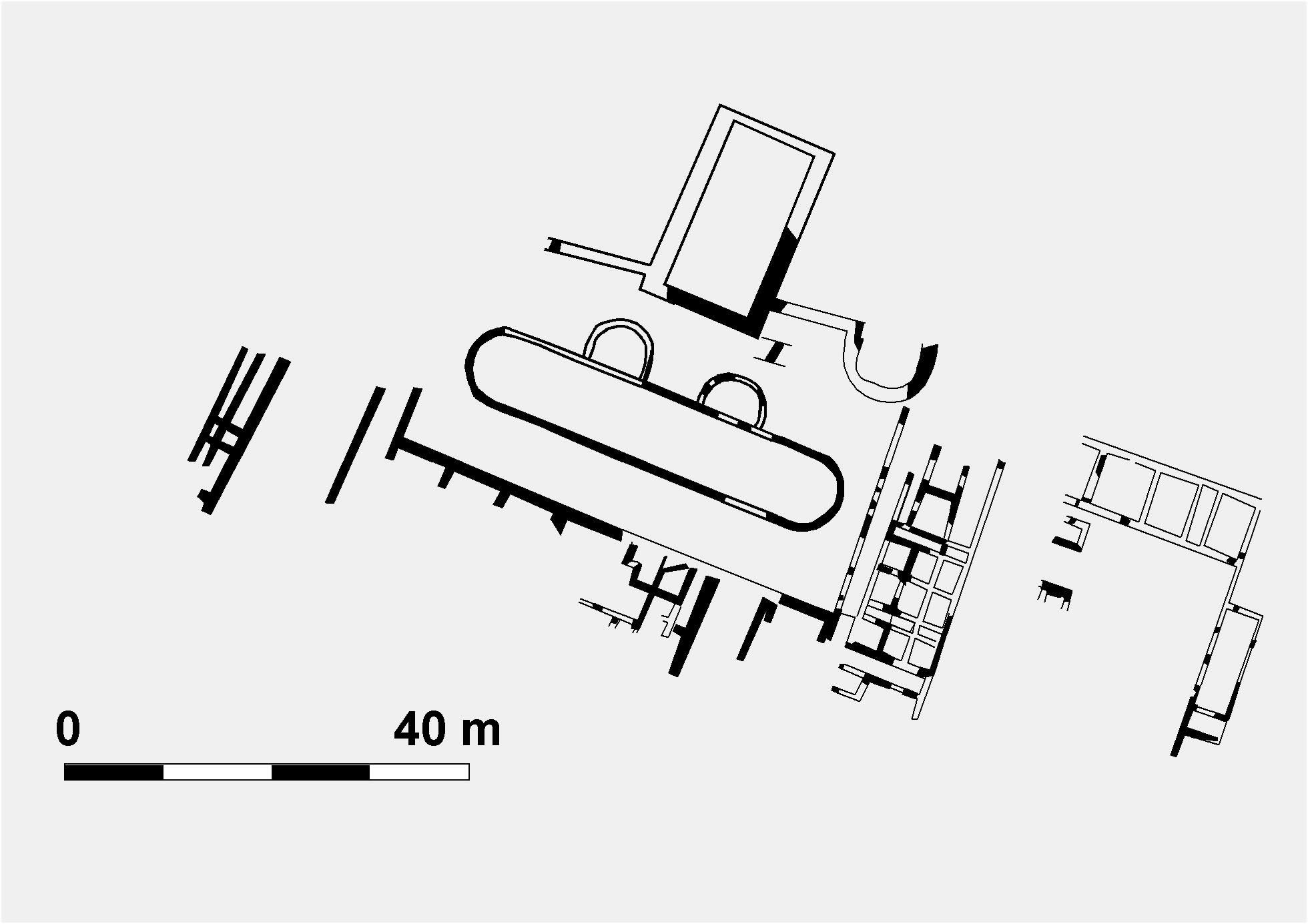
المخططات المعروفة«لقصر الحاكم»

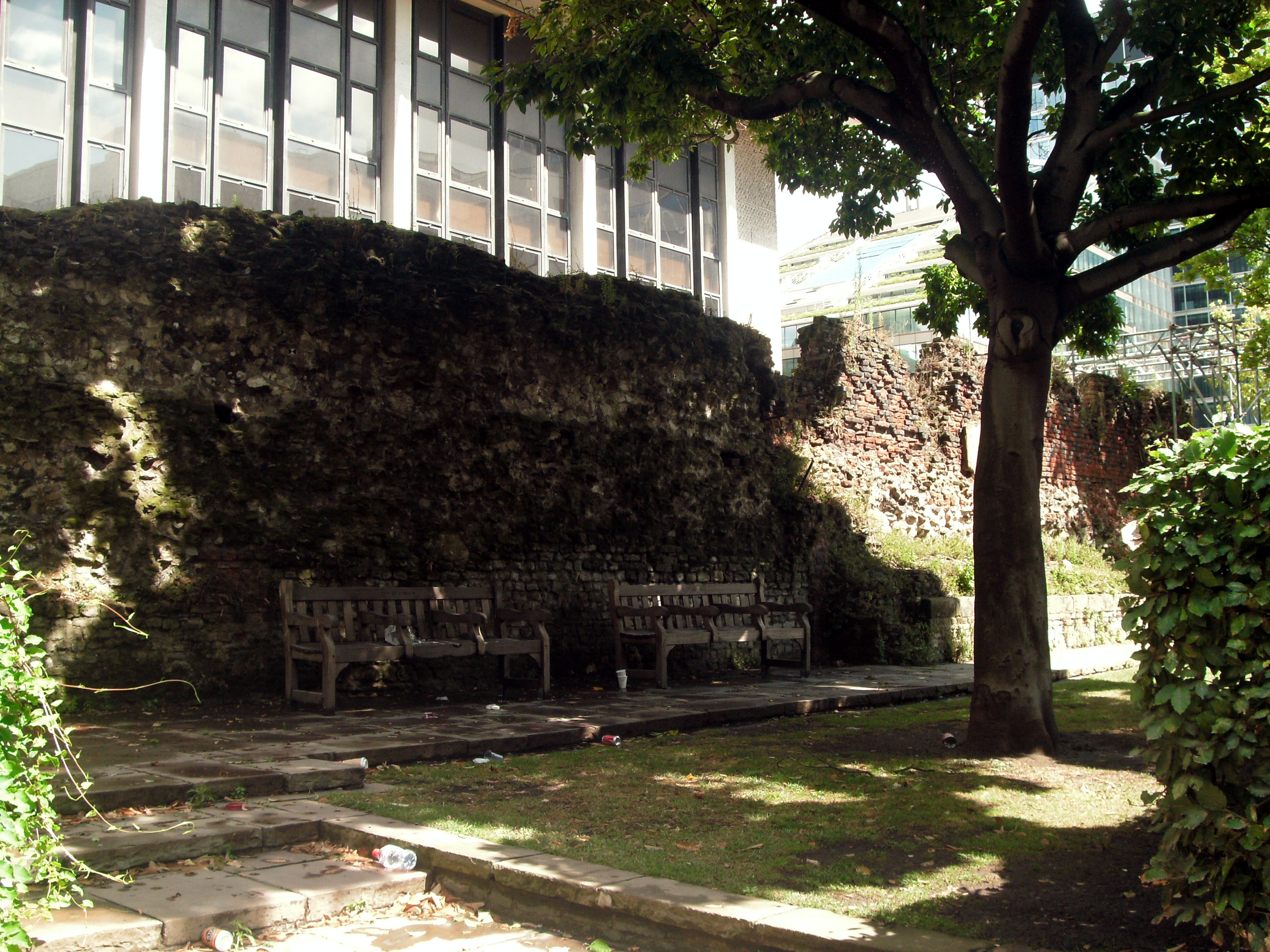
السور الروماني في سانت ألفيج بلندن

وقد تمت أول مراجعة أثرية واسعة للمدينة الرومانية بلندن في القرن السابع عشر بعد الحريق الكبير عام 1666. لم يجد تجديد كريستوفر رن لكاتدرائية القديس بولس التي تقع في لودجيت هيل أي دليل يؤيد جدال كامدن أنها تم بنائها على معبد الإلهة ديانا الروماني. إعادة بناء لندن المكثفة أثناء القرن التاسع عشر وبعد القصف الألماني على لندن أثناء الحرب العالمية الثانية أيضا سمح لأجزاء كبيرة من لندن الكبيرة أن يتم اكتشافها وحفظها في حين أُجريت تحديثات عصرية. إنشاء بورصة الفحم بلندن أدت إلى اكتشاف البيت الروماني في بيلينجزجيت عام 1848. في الستينات من القرن التاسع عشر، كشف تنقيب اللواء ريفرز عن عدد كبير من الجماجم البشرية بدون عظام أخرى في قاع نهر وولبروك. اكتشاف يتذكر مرور في كتاب تاريخ ملوك بريطانيا في التاريخ المزيف لجيفري مونماوث حيث حاصر أسكلوبايوديتس البقايا الأخيرة لجيش أليكتس في «لندينيا». بعد ضرب جدران المدينة بأدوات الحصار التي تم إنشائها بواسطة الحلفاء البريطانيون، تقبل أسكلوبايوديتس إستسلام القائد فقط لكل يحصل على انقضاض الغويندين عليهم، وقطع رؤوسهم بشكل طقوسي وألقى بها في نهر «جاليمبورن». كان حصار أسكلوبايوديتس حدث فعلي عام 296 بعد الميلاد، ولكن وُجد المزيد من الجماجم تحت الجدار الذي بُني في القرن الثالث وعلى الأقل بعض الذبح كان قبل بناء الجدار، مما دفع بعض الدارسين الجُدد أن ينسبوهم قوات بوديكا. في عام 1947، تم اكتشاف القلعة الشمالية الغربية التابعة لحامية المدينة. في عام 1954، التنقيب عن ما كان يُعتقد أنه الكنيسة الأولى أظهر أنه كان المعبد الميثراني الذي تم نقله للسماح بالبناء في مكانه الأصلي. (ومنذ ذلك الحين تم هدم المبنى المشيد في هذا الوقت، والخطط لإعادة المعبد لمكانه السابق جارية.) بدأ عُلماء الآثار التنقيب في الجهة البحرية للندن الرومانية في السبعينات. ما لم يتم اكتشافه في هذا الوقت تم البناء فوقه مما جعل اكتشاف أو دراسة أي شيء جديد أمر في غاية الصعوبة. وجاءت مرحلة أُخرى من أعمال التنقيب الأثري عقب تحرير بورصة لندن عام 1986، مما أدى إلى التوسع في البناء في الحي المالي في المدينة. منذ عام 1991، أُجريت العديد من الحفريات بواسطة خدمات الآثار في متحف لندن، على الرغم من فصلها مؤخرًا في عام 2011 عن متحف لندن بعد التشريعات لمعالجة فشل مسرح روز.

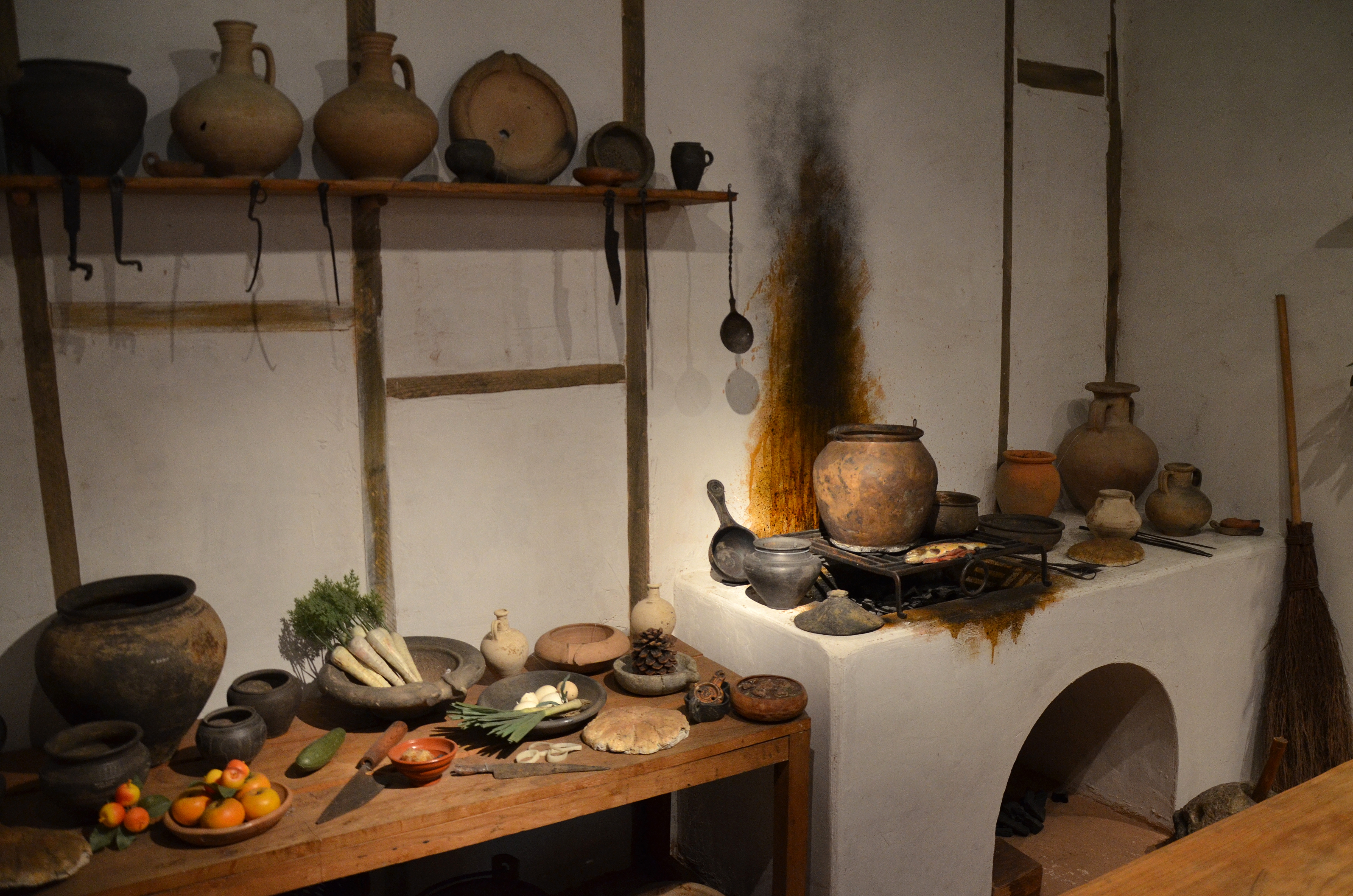
مطبق روماني مُعاد إنشائه (culina) في متحف لندن (2014)

## معروضات
الاكتشافات الكبيرة من لندن الرومانية بما في ذلك الفسيفساء، وأجزاء من الجدار ومباني قديمة تم ضمها مسبقًا لمتاحف لندن وجيلدهول. الذين تم ضمهما حديثًا بعد 1965 إلى متحف لندن الحالي بالقرب من مركز باربيكان. متحف لندن دوكلاندز، وهو فرع منفصل يتعامل مع تاريخ موانئلندن، تم افتتاحه على جزيرة الكلاب عام 2003. تستمر الاكتشافات الأخرى من لندن البريطانية بواسطة المتحف البريطاني.
قدر كبير من الجدار الباقي هو من العصور الوسطى، ولكن العصر الروماني يمتد ويظهر بالقرب من محطة تاور هيل، في فناء أحد الفنادق في 8-10 شارع كوبرز، وفي سانت ألفيج قبالة شارع وود. يظهر جزء من سور النهر بالقرب داخل البرج. وتُعرض أجزاء من المسرح المدرج في معرض فنون جيلدهول. يمكن مشاهدة البرج الجنوبي الغربي من الحصن الروماني في شارع نوبل في شمال غرب المدينة. أحيانًا، يتم ضم المواقع الرومانية لأساسات المباني الجديدة ليتم دراستها في المستقبل، ولكنها ليست متاحة للجمهور.

## وصلات خارجية
- Roman London, History of World Cities
- Roman London, موسوعة بريتانيكا
- A map of known and conjectural Roman roads around Londinium, from London: A History
- The eastern cemetery of Roman London: excavations 1983–90, Museum of London Archive